# Chewton
Chewton es un lugar designado por el censo ubicado en el condado de Lawrence en el estado estadounidense de Pensilvania. En el año 2010 tenía una población de 488 habitantes y una densidad poblacional de 125,1 personas por km².

## Geografía
Chewton se encuentra ubicado en las coordenadas 40°53′37″N 80°19′14″O / 40.89361, -80.32056. Según la Oficina del Censo de los Estados Unidos, Chewton tiene una superficie total de 1,5 mi² (3,9 km²), de la cual 1,49 mi² (3,9 km²) corresponden a tierra firme y 0,01 mi² (0 km²) es agua.